# Sint-Livinuskapel (Sint-Lievens-Houtem)

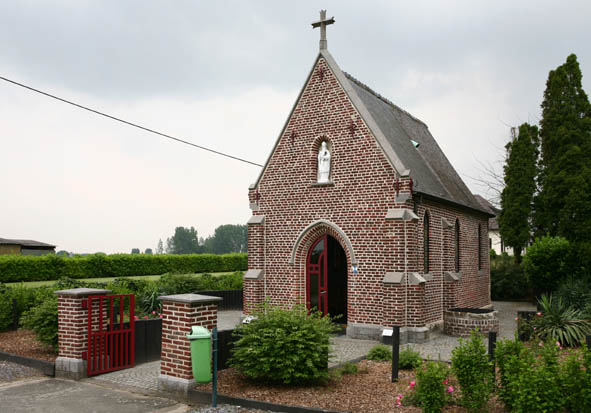
Sint-Livinuskapel

De Sint-Livinuskapel of Sint-Lievenskapel is een kapelin de Oost-Vlaamse plaats Sint-Lievens-Houtem. De kapel is gelegen aan de Kapellekouter.

## Geschiedenis
Deze betreedbare kapel werd in 1640 gebouwd en is een bedevaartsoord voor Sint-Livinus. In 1702 werd de kapel hersteld. De kapel werd uitgebreid met anderhalve travee en een nieuwe voorgevel in neogotische trant.

## Gebouw
Het betreft een bakstenen kapel onder zadeldak, met een kruis boven de topgevel. Boven de toegangsdeur bevindt zich een nis met een Sint-Livinusbeeld. Het eenbeukig schip wordt overkluisd door een spitstongewelf. De kapel heeft een driezijdig afgesloten koor.
De kapel bevindt zich in een rechthoekig plantsoen waar zich ook een ronde waterput bevindt: de Sint-Livinusbron.